# Partit Nacional Republicà
El Partit Nacional Republicà va ser un petit partit republicà de centre que, sota el lideratge de Felipe Sánchez Román va existir durant el període de la Segona República Espanyola. Encara que de reduït en militància i representació, va tenir gran influència, especialment en cercles acadèmics. Estava compost fonamentalment per professionals i petits industrials progressistes.
Felipe Sánchez Román era un prestigiós jurista i polític republicà. Havia estat un dels participants en el pacte de Sant Sebastià i havia obtingut un escó per Madrid com a independent a les eleccions a Corts Constituents de 1931, dins de la candidatura republicana-socialista.
A les eleccions de 1933, Sánchez Román va refusar integrar altres candidatures republicanes i es va presentar en solitari de nou per Madrid, sense aconseguir escó (encara que va obtenir una votació estimable, uns 27.000 vots, el 5% dels electors). A la fi de juliol de 1934, Sánchez Román va fundar el Partit Nacional Republicà, integrant-hi exdiputats procedents del grup Al Servei de la República, com Justino de Azcárate y Flórez o radicalsocialistes, com Ramón Feced Gresa, després de la negativa de Sánchez Román a acceptar la invitació de Martínez Barrio i Félix Gordón Ordás per confluir en Unió Republicana, a la dreta del qual se situaria el Partit Nacional Republicà.
Durant 1935, el Partit Nacional Republicà va crear, juntament amb Izquierda Republicana i Unió Republicana, l'embrió del que després seria el Front Popular. El 12 d'abril d'aquest any, els tres partits van publicar un manifest publicat per la premsa que exigia la fi de la repressió, s'oposava a qualsevol reforma constitucional i anunciava una futura coalició electoral entre els tres partits. Els tres partits van aprovar un programa electoral a l'agost, però no el van fer públic a l'espera d'arribar a un acord amb el PSOE, sent Sánchez Román el principal artífex del text. El propòsit d'unir al PSOE a la coalició va tenir èxit i a la fi de l'any, el PSOE va anunciar la seva disposició a integrar-se en la coalició d'esquerres. No obstant això, l'obstinació de Largo Caballero a estendre el pacte a diverses organitzacions situades a l'esquerra del mateix PSOE va portar al Partit Nacional Republicà a abandonar el que ja era conegut com a Front Popular, a causa de la negativa de Sánchez Román a compartir coalició amb els comunistes. El Partit Nacional Republicà va acordar no concórrer a les eleccions de febrer de 1936, prohibint a les seves organitzacions provincials el suport a cap candidat centrista.
Al novembre del 1935 se'n constituí la secció catalana a Barcelona, presidida per José Carulla Martí.
Al maig el partit va aprovar l'esborrany d'un manifest, que no va arribar a fer-se públic, en el qual cridava a la constitució d'un govern fort amb àmplia base social i dotat d'amplis poders que fos capaç d'acabar amb els extremismes de dreta i esquerra.
L'última intervenció rellevant del Partit Nacional Republicà abans de la seva virtual desaparició durant la Guerra Civil va ser la seva contribució al govern "nonat" que Martínez Barrio va tractar de constituir el dia 19 de juliol de 1936. En aquest gabinet van participar tres representants del Partit Nacional Republicà: Sánchez Román, com a ministre sense cartera, Justino de Azcárate y Flórez, com a ministre d'Estat (Exteriors) i Ramón Feced Gresa, com a ministre d'Agricultura.